# Bedlno (gemeente)
De gemeente Bedlno is een landgemeente in het Poolse woiwodschap Łódź, in powiat Kutnowski.
De zetel van de gemeente is in Bedlno.
Op 30 juni 2004 telde de gemeente 6285 inwoners.

## Oppervlakte gegevens
In 2002 bedroeg de totale oppervlakte van gemeente Bedlno 126,02 km², waarvan:
- agrarisch gebied: 91%
- bossen: 1%

De gemeente beslaat 14,22% van de totale oppervlakte van de powiat.

## Demografie
Stand op 30 juni 2004:
| Omschrijving                   | Totaal | Totaal | Vrouwen | Vrouwen | Mannen | Mannen |
| ------------------------------ | ------ | ------ | ------- | ------- | ------ | ------ |
| eenheid                        | aantal | %      | aantal  | %       | aantal | %      |
| inwoners                       | 6285   | 100    | 3137    | 49,9    | 3148   | 50,1   |
| bevolkingsdichtheid (inw./km²) | 49,9   | 49,9   | 24,9    | 24,9    | 25     | 25     |

In 2002 bedroeg het gemiddelde inkomen per inwoner 1212,02 zł.

## Administratieve plaatsen (sołectwo)
Annetów, Antoniew, Bedlno, Bedlno-Parcel, Dębowa Góra, Ernestynów, Florianów, Garbów, Głuchów, Gosławice, Groszki, Janów, Jaroszówka, Józefów, Kamilew, Kaźmierek, Konstantynów, Kręcieszki, Mateuszew, Orłów-Kolonia, Orłów-Parcel, Plecka Dąbrowa, Pniewo, Potok, Stanisławice, Stradzew, Szewce Nadolne, Szewce Owsiane, Szewce-Walentyna, Waliszew, Wewiórz, Wojszyce (sołectwa: Wojszyce-Kolonia en Wojszyce-Parcel), Wola Kałkowa, Wyrów, Załusin, Zleszyn, Zosinów, Żeronice.

## Overige plaatsen
Czarnów, Karolew, Kujawki, Nowy Franciszków, Orłów, Ruszki, Szewce Nagórne, Tomczyce, Wilkęsy.

## Aangrenzende gemeenten
Bielawy, Krzyżanów, Oporów, Piątek, Zduny, Żychlin